# R. Kelly/Diskografie
Diese Diskografie ist eine Übersicht über die musikalischen Werke des US-amerikanischen Soul-, R&B-, Hip-Hop- und Pop-Sängers R. Kelly. Den Quellenangaben zufolge hat er bisher mehr als 75 Millionen Tonträger verkauft und gehört somit zu den Interpreten mit den meisten verkauften Tonträgern weltweit. Seine erfolgreichste Veröffentlichung ist das dritte Studioalbum R. mit über 12,4 Millionen verkauften Einheiten. Bisher schafften es sechs seiner Alben bis auf Platz eins der US-amerikanischen Billboard 200.

## Alben

### Studioalben
| Jahr | Titel Musiklabel                             | Höchstplatzierung, Gesamtwochen, AuszeichnungChartplatzierungen (Jahr, Titel, Musiklabel, Platzierungen, Wochen, Auszeichnungen, Anmerkungen) | Höchstplatzierung, Gesamtwochen, AuszeichnungChartplatzierungen (Jahr, Titel, Musiklabel, Platzierungen, Wochen, Auszeichnungen, Anmerkungen) | Höchstplatzierung, Gesamtwochen, AuszeichnungChartplatzierungen (Jahr, Titel, Musiklabel, Platzierungen, Wochen, Auszeichnungen, Anmerkungen) | Höchstplatzierung, Gesamtwochen, AuszeichnungChartplatzierungen (Jahr, Titel, Musiklabel, Platzierungen, Wochen, Auszeichnungen, Anmerkungen) | Höchstplatzierung, Gesamtwochen, AuszeichnungChartplatzierungen (Jahr, Titel, Musiklabel, Platzierungen, Wochen, Auszeichnungen, Anmerkungen) | Anmerkungen                                                    |
| Jahr | Titel Musiklabel                             | DE | AT | CH | UK | US | Anmerkungen                                                    |
| ---- | -------------------------------------------- | --- | --- | --- | --- | --- | -------------------------------------------------------------- |
| 1993 | 12 Play Jive Records (Zomba)                 | — | — | — | UK20 Gold · (61 Wo.)UK | US2 ×6Sechsfachplatin · (65 Wo.)US | Erstveröffentlichung: 9. November 1993 Verkäufe: + 7.200.000   |
| 1995 | R. Kelly Jive Records (Zomba)                | DE69 (9 Wo.)DE | — | — | UK18 Gold · (13 Wo.)UK | US1 ×5Fünffachplatin · (68 Wo.)US | Erstveröffentlichung: 13. November 1995 Verkäufe: + 6.200.000  |
| 1998 | R. Jive Records (Zomba)                      | DE8 Gold · (34 Wo.)DE | AT45 (7 Wo.)AT | CH26 Gold · (27 Wo.)CH | UK27 Platin · (30 Wo.)UK | US2 ×8Achtfachplatin · (51 Wo.)US | Erstveröffentlichung: 10. November 1998 Verkäufe: + 12.400.000 |
| 2000 | TP-2.com Jive Records (Zomba)                | DE2 Gold · (50 Wo.)DE | AT36 (9 Wo.)AT | CH6 Gold · (31 Wo.)CH | UK21 Gold · (5 Wo.)UK | US1 ×4Vierfachplatin · (58 Wo.)US | Erstveröffentlichung: 7. November 2000 Verkäufe: + 6.000.000   |
| 2003 | Chocolate Factory Jive Records (Zomba)       | DE18 (8 Wo.)DE | — | CH24 (7 Wo.)CH | UK10 Gold · (27 Wo.)UK | US1 ×2Doppelplatin · (60 Wo.)US | Erstveröffentlichung: 17. Februar 2003 Verkäufe: + 5.100.000   |
| 2004 | Happy People/U Saved Me Jive Records (Zomba) | DE10 (6 Wo.)DE | AT60 (2 Wo.)AT | CH21 (5 Wo.)CH | UK11 Gold · (11 Wo.)UK | US2 ×3Dreifachplatin · (15 Wo.)US | Erstveröffentlichung: 24. August 2004 Verkäufe: + 5.200.000    |
| 2005 | TP-3: Reloaded Jive Records (Sony BMG)       | DE26 (5 Wo.)DE | AT75 (1 Wo.)AT | CH30 (7 Wo.)CH | UK23 Silber · (8 Wo.)UK | US1 Platin · (20 Wo.)US | Erstveröffentlichung: 5. Juli 2005 Verkäufe: + 2.000.000       |
| 2007 | Double Up Jive Records (Sony BMG)            | DE46 (2 Wo.)DE | — | CH39 (3 Wo.)CH | UK10 (4 Wo.)UK | US1 Platin · (21 Wo.)US | Erstveröffentlichung: 29. Mai 2007 Verkäufe: + 1.500.000       |
| 2009 | Untitled Jive Records (Sony)                 | — | — | — | — | US4 (17 Wo.)US | Erstveröffentlichung: 30. November 2009 Verkäufe: + 500.000    |
| 2010 | Love Letter Jive Records (Sony)              | — | — | — | — | US6 Gold · (31 Wo.)US | Erstveröffentlichung: 14. Dezember 2010 Verkäufe: + 500.000    |
| 2012 | Write Me Back RCA Records (Sony)             | — | — | — | — | US5 (18 Wo.)US | Erstveröffentlichung: 25. Juni 2012 Verkäufe: + 253.000        |
| 2013 | Black Panties RCA Records (Sony)             | — | — | — | — | US4 Gold · (24 Wo.)US | Erstveröffentlichung: 6. Dezember 2013 Verkäufe: + 500.000     |
| 2015 | The Buffet RCA Records (Sony)                | — | — | — | — | US16 (8 Wo.)US | Erstveröffentlichung: 11. Dezember 2015 Verkäufe: + 65.673     |

### Kollaboalben
| Jahr | Titel Musiklabel                                                         | Höchstplatzierung, Gesamtwochen, AuszeichnungChartplatzierungen (Jahr, Titel, Musiklabel, Platzierungen, Wochen, Auszeichnungen, Anmerkungen) | Höchstplatzierung, Gesamtwochen, AuszeichnungChartplatzierungen (Jahr, Titel, Musiklabel, Platzierungen, Wochen, Auszeichnungen, Anmerkungen) | Höchstplatzierung, Gesamtwochen, AuszeichnungChartplatzierungen (Jahr, Titel, Musiklabel, Platzierungen, Wochen, Auszeichnungen, Anmerkungen) | Höchstplatzierung, Gesamtwochen, AuszeichnungChartplatzierungen (Jahr, Titel, Musiklabel, Platzierungen, Wochen, Auszeichnungen, Anmerkungen) | Höchstplatzierung, Gesamtwochen, AuszeichnungChartplatzierungen (Jahr, Titel, Musiklabel, Platzierungen, Wochen, Auszeichnungen, Anmerkungen) | Anmerkungen                                                   |
| Jahr | Titel Musiklabel                                                         | DE | AT | CH | UK | US | Anmerkungen                                                   |
| ---- | ------------------------------------------------------------------------ | --- | --- | --- | --- | --- | ------------------------------------------------------------- |
| 1991 | Born into the ’90s Jive Records (Zomba)                                  | — | — | — | UK67 (1 Wo.)UK | US42 Platin · (62 Wo.)US | Erstveröffentlichung: 14. Januar 1991 mit Public Announcement |
| 2002 | The Best of Both Worlds Jive Records (Zomba) / Roc-a-Fella Records (UMG) | DE22 (7 Wo.)DE | AT73 (1 Wo.)AT | CH18 (8 Wo.)CH | UK37 (3 Wo.)UK | US2 Platin · (17 Wo.)US | Erstveröffentlichung: 26. März 2002 mit Jay-Z                 |
| 2004 | Unfinished Business Jive Records (Zomba) / Roc-a-Fella Records (UMG)     | DE77 (1 Wo.)DE | — | CH65 (2 Wo.)CH | UK61 (2 Wo.)UK | US1 Platin · (11 Wo.)US | Erstveröffentlichung: 26. Oktober 2004 mit Jay-Z              |

### Kompilationen
| Jahr | Titel Musiklabel                                      | Höchstplatzierung, Gesamtwochen, AuszeichnungChartplatzierungen (Jahr, Titel, Musiklabel, Platzierungen, Wochen, Auszeichnungen, Anmerkungen) | Höchstplatzierung, Gesamtwochen, AuszeichnungChartplatzierungen (Jahr, Titel, Musiklabel, Platzierungen, Wochen, Auszeichnungen, Anmerkungen) | Höchstplatzierung, Gesamtwochen, AuszeichnungChartplatzierungen (Jahr, Titel, Musiklabel, Platzierungen, Wochen, Auszeichnungen, Anmerkungen) | Höchstplatzierung, Gesamtwochen, AuszeichnungChartplatzierungen (Jahr, Titel, Musiklabel, Platzierungen, Wochen, Auszeichnungen, Anmerkungen) | Höchstplatzierung, Gesamtwochen, AuszeichnungChartplatzierungen (Jahr, Titel, Musiklabel, Platzierungen, Wochen, Auszeichnungen, Anmerkungen) | Anmerkungen                                                    |
| Jahr | Titel Musiklabel                                      | DE | AT | CH | UK | US | Anmerkungen                                                    |
| ---- | ----------------------------------------------------- | --- | --- | --- | --- | --- | -------------------------------------------------------------- |
| 2003 | The R. in R&B Collection, Volume 1 Jive Records (BMG) | DE17 (9 Wo.)DE | AT62 (1 Wo.)AT | CH19 (7 Wo.)CH | UK4 ×3Dreifachplatin · (44 Wo.)UK | US4 Platin · (35 Wo.)US | Erstveröffentlichung: 22. September 2003 Verkäufe: + 1.900.000 |
| 2010 | Epic Jive Records (Sony)                              | — | — | — | — | — | Erstveröffentlichung: 10. September 2010                       |
| 2014 | The Essential R. Kelly RCA Records (Sony)             | — | — | — | UK— GoldUK | US144 (2 Wo.)US | Erstveröffentlichung: 19. Mai 2014 Verkäufe: + 107.500         |

### Remixalben
| Jahr | Titel Musiklabel                             | Höchstplatzierung, Gesamtwochen, AuszeichnungChartplatzierungen (Jahr, Titel, Musiklabel, Platzierungen, Wochen, Auszeichnungen, Anmerkungen) | Höchstplatzierung, Gesamtwochen, AuszeichnungChartplatzierungen (Jahr, Titel, Musiklabel, Platzierungen, Wochen, Auszeichnungen, Anmerkungen) | Höchstplatzierung, Gesamtwochen, AuszeichnungChartplatzierungen (Jahr, Titel, Musiklabel, Platzierungen, Wochen, Auszeichnungen, Anmerkungen) | Höchstplatzierung, Gesamtwochen, AuszeichnungChartplatzierungen (Jahr, Titel, Musiklabel, Platzierungen, Wochen, Auszeichnungen, Anmerkungen) | Höchstplatzierung, Gesamtwochen, AuszeichnungChartplatzierungen (Jahr, Titel, Musiklabel, Platzierungen, Wochen, Auszeichnungen, Anmerkungen) | Anmerkungen                             |
| Jahr | Titel Musiklabel                             | DE | AT | CH | UK | US | Anmerkungen                             |
| ---- | -------------------------------------------- | --- | --- | --- | --- | --- | --------------------------------------- |
| 2005 | Remix City, Volume 1 Jive Records (Sony BMG) | — | — | — | — | US72 (4 Wo.)US | Erstveröffentlichung: 14. November 2005 |

### Weihnachtsalben
| Jahr | Titel                                     | Höchstplatzierung, Gesamtwochen, AuszeichnungChartplatzierungen (Jahr, Titel, Platzierungen, Wochen, Auszeichnungen, Anmerkungen) | Höchstplatzierung, Gesamtwochen, AuszeichnungChartplatzierungen (Jahr, Titel, Platzierungen, Wochen, Auszeichnungen, Anmerkungen) | Höchstplatzierung, Gesamtwochen, AuszeichnungChartplatzierungen (Jahr, Titel, Platzierungen, Wochen, Auszeichnungen, Anmerkungen) | Höchstplatzierung, Gesamtwochen, AuszeichnungChartplatzierungen (Jahr, Titel, Platzierungen, Wochen, Auszeichnungen, Anmerkungen) | Höchstplatzierung, Gesamtwochen, AuszeichnungChartplatzierungen (Jahr, Titel, Platzierungen, Wochen, Auszeichnungen, Anmerkungen) | Anmerkungen                            |
| Jahr | Titel                                     | DE | AT | CH | UK | US | Anmerkungen                            |
| ---- | ----------------------------------------- | --- | --- | --- | --- | --- | -------------------------------------- |
| 2016 | 12 Nights of Christmas RCA Records (Sony) | — | — | — | — | US177 (1 Wo.)US | Erstveröffentlichung: 21. Oktober 2016 |

## Singles

### Als Leadmusiker
| Jahr | Titel Album                                             | Höchstplatzierung, Gesamtwochen, AuszeichnungChartplatzierungen (Jahr, Titel, Album, Platzierungen, Wochen, Auszeichnungen, Anmerkungen) | Höchstplatzierung, Gesamtwochen, AuszeichnungChartplatzierungen (Jahr, Titel, Album, Platzierungen, Wochen, Auszeichnungen, Anmerkungen) | Höchstplatzierung, Gesamtwochen, AuszeichnungChartplatzierungen (Jahr, Titel, Album, Platzierungen, Wochen, Auszeichnungen, Anmerkungen) | Höchstplatzierung, Gesamtwochen, AuszeichnungChartplatzierungen (Jahr, Titel, Album, Platzierungen, Wochen, Auszeichnungen, Anmerkungen) | Höchstplatzierung, Gesamtwochen, AuszeichnungChartplatzierungen (Jahr, Titel, Album, Platzierungen, Wochen, Auszeichnungen, Anmerkungen) | Anmerkungen                                                        | [↑]: gemeinsam behandelt mit vorhergehendem Eintrag; [←]: in beiden Charts platziert |
| Jahr | Titel Album                                             | DE | AT | CH | UK | US | Anmerkungen                                                        |                                                                                      |
| ---- | ------------------------------------------------------- | --- | --- | --- | --- | --- | ------------------------------------------------------------------ | ------------------------------------------------------------------------------------ |
| 1992 | She’s Got That Vibe Born into the 90’s                  | — | — | — | UK3 Silber · (15 Wo.)UK | US59 (12 Wo.)US | Erstveröffentlichung: März 1992 mit Public Announcement            |                                                                                      |
| 1992 | Honey Love Born into the 90's                           | — | — | — | — | US39 (19 Wo.)US | Erstveröffentlichung: 16. Mai 1992 mit Public Announcement         |                                                                                      |
| 1992 | Slow Dance (Hey Mr. DJ) Born into the 90's              | — | — | — | — | US43 (19 Wo.)US | Erstveröffentlichung: 11. September 1992 mit Public Announcement   |                                                                                      |
| 1993 | Dedicated Born into the 90's                            | — | — | — | — | US31 (20 Wo.)US | Erstveröffentlichung: Februar 1993 mit Public Announcement         |                                                                                      |
| 1993 | Sex Me (Parts I & II) 12 Play                           | — | — | — | UK75 (1 Wo.)UK | US20 Gold · (19 Wo.)US | Erstveröffentlichung: 6. August 1993                               |                                                                                      |
| 1994 | Bump n’ Grind 12 Play                                   | — | — | — | UK8 Platin · (15 Wo.)UK | US1 Platin + Gold (Mastertone) · (25 Wo.)US                                                                                              | Erstveröffentlichung: 25. Januar 1994                              |                                                                                      |
| 1994 | Your Body’s Callin’ 12 Play                             | — | — | — | UK19 (6 Wo.)UK | US13 Gold · (20 Wo.)US | Erstveröffentlichung: 11. März 1994                                |                                                                                      |
| 1994 | Summer Bunnies 12 Play                                  | — | — | — | UK23 (3 Wo.)UK | US55 (7 Wo.)US | Erstveröffentlichung: Juli 1994                                    |                                                                                      |
| 1995 | You Remind Me of Something R. Kelly                     | — | — | — | UK24 (5 Wo.)UK | US4 Platin · (20 Wo.)US | Erstveröffentlichung: 30. Oktober 1995                             |                                                                                      |
| 1995 | Down Low (Nobody Has to Know) R. Kelly                  | — | — | — | UK23 (3 Wo.)UK | US4 Platin · (20 Wo.)US | Erstveröffentlichung: 11. Dezember 1995 feat. The Isley Brothers   |                                                                                      |
| 1996 | Thank God It’s Friday R. Kelly                          | — | — | — | UK14 (4 Wo.)UK | — | Erstveröffentlichung: 8. Januar 1996                               |                                                                                      |
| 1996 | I Can’t Sleep Baby (If I) R. Kelly                      | DE63 (7 Wo.)DE | AT37 (3 Wo.)AT | — | UK24 (3 Wo.)UK | US5 Platin · (20 Wo.)US | Erstveröffentlichung: 29. März 1996                                |                                                                                      |
| 1996 | I Believe I Can Fly R.                                  | DE3 Gold · (26 Wo.)DE | AT2 Gold · (16 Wo.)AT | CH1 Gold · (28 Wo.)CH | UK1 Platin · (18 Wo.)UK | US2 Platin · (34 Wo.)US | Erstveröffentlichung: 26. November 1996                            |                                                                                      |
| 1997 | Gotham City R.                                          | DE6 Gold · (22 Wo.)DE | AT7 (14 Wo.)AT | CH9 (25 Wo.)CH | UK9 (8 Wo.)UK | US9 Gold · (20 Wo.)US | Erstveröffentlichung: 8. Juni 1997                                 |                                                                                      |
| 1998 | Half on a Baby R.                                       | DE38 (9 Wo.)DE | — | CH43 (5 Wo.)CH | UK16 (6 Wo.)UK | — | Erstveröffentlichung: 11. September 1998                           |                                                                                      |
| 1998 | I’m Your Angel R.                                       | DE14 (14 Wo.)DE | AT13 (12 Wo.)AT | CH7 (15 Wo.)CH | UK3 Silber · (13 Wo.)UK | US1 Platin · (23 Wo.)US | Erstveröffentlichung: 21. September 1998 mit Céline Dion           |                                                                                      |
| 1998 | Home Alone R.                                           | DE82 (6 Wo.)DE | — | — | UK17 (5 Wo.)UK | US65 (18 Wo.)US | Erstveröffentlichung: 30. Oktober 1998 feat. Keith Murray          |                                                                                      |
| 1998 | When a Woman’s Fed Up R.                                | — | — | — | UK24 (3 Wo.)UK | US22 (20 Wo.)US | Erstveröffentlichung: Dezember 1998                                |                                                                                      |
| 1999 | Did You Ever Think R.                                   | DE26 (17 Wo.)DE | — | CH98 (1 Wo.)CH | UK20 (5 Wo.)UK | US27 (16 Wo.)US | Erstveröffentlichung: 25. Mai 1999                                 |                                                                                      |
| 1999 | If I Could Turn Back the Hands of Time R.               | DE2 Platin · (19 Wo.)DE | AT2 Gold · (18 Wo.)AT | CH1 Gold · (34 Wo.)CH | UK2 Platin · (25 Wo.)UK | US12 Gold · (17 Wo.)US | Erstveröffentlichung: 24. Juli 1999                                |                                                                                      |
| 1999 | Only the Loot Can Make Me Happy R.                      | — | — | — | UK24 (4 Wo.)UK | — | Erstveröffentlichung: Dezember 1999                                |                                                                                      |
| 2000 | Bad Man Shaft                                           | DE57 (9 Wo.)DE | — | CH50 (9 Wo.)CH | — | — | Erstveröffentlichung: August 2000                                  |                                                                                      |
| 2000 | I Wish TP-2.com                                         | DE10 (12 Wo.)DE | — | CH29 (16 Wo.)CH | UK12 (6 Wo.)UK | US14 (22 Wo.)US | Erstveröffentlichung: September 2000                               |                                                                                      |
| 2001 | The Storm Is Over Now TP-2.com                          | DE13 (14 Wo.)DE | AT10 (16 Wo.)AT | CH6 (21 Wo.)CH | UK18 (6 Wo.)UK | — | Erstveröffentlichung: Februar 2001                                 |                                                                                      |
| 2001 | Fiesta (Remix) TP-2.com                                 | DE8 (13 Wo.)DE | AT27 (15 Wo.)AT | CH11 (21 Wo.)CH | UK23 (3 Wo.)UK | US6 (21 Wo.)US | Erstveröffentlichung: Mai 2001 feat. Jay-Z                         |                                                                                      |
| 2001 | Feelin’ on Yo Booty TP-2.com                            | — | — | — | — | US36 (19 Wo.)US | Erstveröffentlichung: August 2001                                  |                                                                                      |
| 2001 | A Woman’s Threat TP-2.com                               | DE43 (8 Wo.)DE | AT69 (3 Wo.)AT | CH58 (5 Wo.)CH | — | — | Erstveröffentlichung: September 2001                               |                                                                                      |
| 2002 | Honey Best of Both Worlds                               | — | — | — | UK35 (2 Wo.)UK | — | Erstveröffentlichung: 16. Januar 2002 mit Jay-Z                    |                                                                                      |
| 2002 | The World’s Greatest Chocolate Factory                  | DE5 Gold · (15 Wo.)DE | AT20 (15 Wo.)AT | CH11 (25 Wo.)CH | UK4 Platin · (15 Wo.)UK | US34 (18 Wo.)US | Erstveröffentlichung: 28. Januar 2002                              |                                                                                      |
| 2002 | Take You Home with Me (A.K.A. Body) Best of Both Worlds | — | — | — | — | US81 (8 Wo.)US | Erstveröffentlichung: 21. Mai 2002 mit Jay-Z                       |                                                                                      |
| 2002 | Ignition (Remix) Chocolate Factory                      | DE36 (9 Wo.)DE | — | — | UK1 ×3Dreifachplatin · (29 Wo.)UK | US2 (42 Wo.)US | Erstveröffentlichung: 22. Oktober 2002                             |                                                                                      |
| 2003 | Snake Chocolate Factory                                 | — | — | — | UK10 (6 Wo.)UK | US16 (17 Wo.)US | Erstveröffentlichung: Januar 2003 feat. Big Tigger                 |                                                                                      |
| 2003 | Soldier’s Heart My Diary                                | — | — | — | — | US80 (3 Wo.)US | Erstveröffentlichung: April 2003                                   |                                                                                      |
| 2003 | Thoia Thoing The R. In R&B Collection, Volume 1         | DE23 (9 Wo.)DE | — | CH18 (17 Wo.)CH | UK14 (6 Wo.)UK | US13 (20 Wo.)US | Erstveröffentlichung: Mai 2003                                     |                                                                                      |
| 2003 | Step in the Name of Love Chocolate Factory              | DE69 (8 Wo.)DE | — | CH83 (1 Wo.)CH[UK: ↑] | UK14 (6 Wo.)UK | US9 (27 Wo.)US | Erstveröffentlichung: August 2003                                  |                                                                                      |
| 2004 | Happy People Happy People/U Saved Me                    | DE49 (9 Wo.)DE | — | CH49 (9 Wo.)CH | UK6 (12 Wo.)UK | US19 (20 Wo.)US | Erstveröffentlichung: 22. März 2004                                |                                                                                      |
| 2004 | U Saved Me Happy People/U Saved Me[DE: ↑]               | DE49 (9 Wo.)DE | —[CH: ↑][UK: ↑] | CH49 (9 Wo.)CH | UK6 (12 Wo.)UK | US52 (16 Wo.)US | Erstveröffentlichung: 19. Oktober 2004                             |                                                                                      |
| 2004 | Big Chips Unfinished Business                           | — | — | — | — | US39 (9 Wo.)US | Erstveröffentlichung: 19. Oktober 2004 mit Jay-Z                   |                                                                                      |
| 2005 | Trapped in the Closet (Chapter 1 of 5) TP-3: Reloaded   | — | — | — | — | US22 (16 Wo.)US | Erstveröffentlichung: 5. April 2005                                |                                                                                      |
| 2005 | In the Kitchen TP-3: Reloaded                           | — | — | — | — | US91 (5 Wo.)US | Erstveröffentlichung: 5. April 2005                                |                                                                                      |
| 2005 | Playa’s Only TP-3: Reloaded                             | DE35 (9 Wo.)DE | — | CH28 (11 Wo.)CH | UK33 (3 Wo.)UK | US65 (5 Wo.)US | Erstveröffentlichung: Juni 2005 feat. The Game                     |                                                                                      |
| 2005 | Burn It Up TP-3: Reloaded                               | DE30 (9 Wo.)DE | AT59 (3 Wo.)AT | CH25 (8 Wo.)CH | — | — | Erstveröffentlichung: Oktober 2005 feat. Wisin y Yandel            |                                                                                      |
| 2007 | I’m a Flirt (Remix) Double Up                           | DE55 (4 Wo.)DE | — | CH78 (1 Wo.)CH | UK18 (6 Wo.)UK | US12 Platin (Mastertone) · (20 Wo.)US | Erstveröffentlichung: 2. März 2007 feat. T.I. & T-Pain             |                                                                                      |
| 2007 | Same Girl Double Up                                     | — | — | — | UK26 Silber · (8 Wo.)UK | US20 (20 Wo.)US | Erstveröffentlichung: 29. Mai 2007 feat. Usher                     |                                                                                      |
| 2008 | I Believe Epic                                          | DE92 (1 Wo.)DE | — | — | — | — | Erstveröffentlichung: 16. Dezember 2008                            |                                                                                      |
| 2009 | Number One Untitled                                     | — | — | — | — | US59 (11 Wo.)US | Erstveröffentlichung: 28. Juli 2009 feat. Keri Hilson              |                                                                                      |
| 2010 | When a Woman Loves Love Letter                          | — | — | — | — | US93 (1 Wo.)US | Erstveröffentlichung: 7. September 2010                            |                                                                                      |
| 2013 | My Story Black Panties                                  | — | — | — | — | US89 (1 Wo.)US | Erstveröffentlichung: 23. Juli 2013 feat. 2 Chainz                 |                                                                                      |
| 2013 | Genius Black Panties                                    | — | — | — | — | — | Erstveröffentlichung: 24. September 2013                           |                                                                                      |
| 2013 | Cookie Black Panties                                    | — | — | — | — | — | Erstveröffentlichung: 22. November 2013                            |                                                                                      |
| 2015 | Backyard Party The Buffet                               | — | — | — | — | — | Erstveröffentlichung: 21. August 2015                              |                                                                                      |
| 2015 | Switch Up The Buffet                                    | — | — | — | — | — | Erstveröffentlichung: 6. November 2015 feat. Lil Wayne and Jeremih |                                                                                      |

### Als Gastmusiker
| Jahr | Titel Album                                              | Höchstplatzierung, Gesamtwochen, AuszeichnungChartplatzierungen (Jahr, Titel, Album, Platzierungen, Wochen, Auszeichnungen, Anmerkungen) | Höchstplatzierung, Gesamtwochen, AuszeichnungChartplatzierungen (Jahr, Titel, Album, Platzierungen, Wochen, Auszeichnungen, Anmerkungen) | Höchstplatzierung, Gesamtwochen, AuszeichnungChartplatzierungen (Jahr, Titel, Album, Platzierungen, Wochen, Auszeichnungen, Anmerkungen) | Höchstplatzierung, Gesamtwochen, AuszeichnungChartplatzierungen (Jahr, Titel, Album, Platzierungen, Wochen, Auszeichnungen, Anmerkungen) | Höchstplatzierung, Gesamtwochen, AuszeichnungChartplatzierungen (Jahr, Titel, Album, Platzierungen, Wochen, Auszeichnungen, Anmerkungen) | Anmerkungen                                                                                |
| Jahr | Titel Album                                              | DE | AT | CH | UK | US | Anmerkungen                                                                                |
| ---- | -------------------------------------------------------- | --- | --- | --- | --- | --- | ------------------------------------------------------------------------------------------ |
| 1997 | All of My Days All Day, All Night                        | — | — | — | — | US65 (12 Wo.)US | Erstveröffentlichung: 1997 Changing Faces feat. R. Kelly & Jay-Z                           |
| 1998 | Be Careful Sparkle                                       | DE52 (9 Wo.)DE | — | — | UK7 (9 Wo.)UK | — | Erstveröffentlichung: Juni 1998 Sparkle feat. R. Kelly                                     |
| 1998 | Lean on Me The Nu Nation Project                         | — | — | — | — | US79 (5 Wo.)US | Erstveröffentlichung: November 1998 Kirk Franklin feat. R. Kelly, Mary J. Blige, Bono      |
| 1999 | Satisfy You Forever                                      | DE2 Gold · (18 Wo.)DE | AT17 (11 Wo.)AT | CH6 (17 Wo.)CH | UK8 (10 Wo.)UK | US2 Gold · (20 Wo.)US | Erstveröffentlichung: 13. Oktober 1999 Puff Daddy feat. R. Kelly                           |
| 2001 | Guilty Until Proven Innocent The Dynasty: Roc La Familia | — | — | — | — | US82 (8 Wo.)US | Erstveröffentlichung: 13. März 2001 Jay-Z feat. R. Kelly                                   |
| 2001 | We Thuggin’ Jealous Ones Still Envy (J.O.S.E.)           | DE70 (7 Wo.)DE | — | — | UK48 (1 Wo.)UK | US15 (20 Wo.)US | Erstveröffentlichung: 2001 Fat Joe feat. R. Kelly                                          |
| 2002 | Laundromat Nivea                                         | — | — | — | UK33 (2 Wo.)UK | US58 (9 Wo.)US | Erstveröffentlichung: Dezember 2002 Nivea feat. R. Kelly                                   |
| 2003 | Gigolo Nick Cannon                                       | — | — | — | — | US24 (20 Wo.)US | Erstveröffentlichung: 18. Oktober 2003 Nick Cannon feat. R. Kelly                          |
| 2003 | Gangsta Girl Big Money Heavyweight                       | — | — | — | — | US85 (9 Wo.)US | Erstveröffentlichung: Dezember 2003 Big Tymers feat. R. Kelly                              |
| 2004 | Hotel Split Personality                                  | DE22 (18 Wo.)DE | — | CH28 (24 Wo.)CH | UK3 Silber · (15 Wo.)UK | US4 (24 Wo.)US | Erstveröffentlichung: Januar 2004 Cassidy feat. R. Kelly                                   |
| 2004 | So Sexy Kamikaze                                         | — | — | — | UK28 (3 Wo.)UK | US25 (17 Wo.)US | Erstveröffentlichung: 22. Juni 2004 Twista feat. R. Kelly                                  |
| 2004 | So Sexy: Chapter II (Like This) Kamikaze                 | — | — | — | — | US92 (2 Wo.)US | Erstveröffentlichung: 21. September 2004 Twista feat. R. Kelly                             |
| 2004 | Wonderful R.U.L.E.                                       | DE20 (13 Wo.)DE | AT47 (8 Wo.)AT | CH12 (17 Wo.)CH | UK1 Silber · (10 Wo.)UK | US5 Gold · (20 Wo.)US | Erstveröffentlichung: 28. September 2004 Ja Rule feat. R. Kelly & Ashanti                  |
| 2006 | That’s That Shit Tha Blue Carpet Treatment               | DE39 (7 Wo.)DE | — | CH37 (9 Wo.)CH | UK38 (4 Wo.)UK | US20 (19 Wo.)US | Erstveröffentlichung: 10. Oktober 2006 Snoop Dogg feat. R. Kelly                           |
| 2006 | Go Getta The Inspiration                                 | — | — | — | — | US18 Gold + Platin (Mastertone) · (20 Wo.)US                                                                                             | Erstveröffentlichung: 11. Dezember 2006 Young Jeezy feat. R. Kelly                         |
| 2012 | To the World Cruel Summer                                | — | — | — | — | US70 (2 Wo.)US | Erstveröffentlichung: September 2012 Kanye West feat. R. Kelly                             |
| 2013 | Do What U Want Artpop                                    | DE14 Gold · (21 Wo.)DE | AT10 (16 Wo.)AT | CH14 (18 Wo.)CH | UK9 Gold · (15 Wo.)UK | US13 Platin · (19 Wo.)US | Erstveröffentlichung: 21. Oktober 2013 Lady Gaga feat. R. Kelly                            |
| 2013 | PYD Journals                                             | DE64 (1 Wo.)DE | AT49 (1 Wo.)AT | CH27 (1 Wo.)CH | UK30 (1 Wo.)UK | US54 (1 Wo.)US | Erstveröffentlichung: 18. November 2013 Justin Bieber feat. R. Kelly                       |
| 2014 | Bump N’ Grind 2014 –                                     | — | — | — | UK3 Gold · (12 Wo.)UK | — | Erstveröffentlichung: 19. Oktober 2014 Waze & Odyssey feat. R. Kelly                       |
| 2015 | Dolo Full Speed                                          | DE98 (1 Wo.)DE | — | — | — | — | Erstveröffentlichung: Februar 2015 Kid Ink feat. R. Kelly                                  |
| 2015 | Back to Sleep Royalty                                    | — | — | — | UK100 Gold · (1 Wo.)UK | US20 ×4Vierfachplatin · (20 Wo.)US | Erstveröffentlichung: 9. November 2015 Chris Brown feat. Tank, R. Kelly & Anthony Hamilton |

## Promoveröffentlichungen
| Jahr | Titel Album                      | Anmerkungen                                                                             |
| ---- | -------------------------------- | --------------------------------------------------------------------------------------- |
| 2009 | Ms. Chocolate Crunk Rock         | Erstveröffentlichung: 2009 Lil Jon feat. R. Kelly & Mario                               |
| 2010 | Out of This Club Doll Domination | Erstveröffentlichung: 12. Oktober 2008 The Pussycat Dolls feat. R. Kelly & Polow da Don |

## Sonderveröffentlichungen
| Jahr | Titel Musiklabel                                        | Anmerkungen                                                 |
| ---- | ------------------------------------------------------- | ----------------------------------------------------------- |
| 2010 | Playlist: The Very Best of R. Kelly Epic Records (Sony) | Erstveröffentlichung: 18. Juni 2010 Teil der Reihe Playlist |

## Statistik

### Chartauswertung
|                     | DE     | AT    | CH    | UK     | US     |
| ------------------- | ------ | ----- | ----- | ------ | ------ |
| Nummer-eins-Alben   | DE—DE  | AT—AT | CH—CH | UK—UK  | US6US  |
| Top-10-Alben        | DE3DE  | AT—AT | CH1CH | UK3UK  | US15US |
| Alben in den Charts | DE10DE | AT6AT | CH9CH | UK12UK | US20US |

|                       | DE     | AT     | CH     | UK     | US     |
| --------------------- | ------ | ------ | ------ | ------ | ------ |
| Nummer-eins-Singles   | DE—DE  | AT—AT  | CH2CH  | UK3UK  | US2US  |
| Top-10-Singles        | DE7DE  | AT5AT  | CH6CH  | UK16UK | US13US |
| Singles in den Charts | DE30DE | AT14AT | CH24CH | UK42UK | US57US |

### Auszeichnungen für Musikverkäufe
| Land/RegionAuszeichnungen für Musikverkäufe (Land/Region, Auszeichnungen, Verkäufe, Quellen) | Silber     | Gold       | Platin       | Verkäufe    | Quellen                                                     |
| -------------------------------------------------------------------------------------------- | ---------- | ---------- | ------------ | ----------- | ----------------------------------------------------------- |
| Australien (ARIA)                                                                            | —          | 3× Gold3   | 4× Platin4   | 385.000     | aria.com.au                                                 |
| Belgien (BRMA)                                                                               | —          | 4× Gold4   | 4× Platin4   | 300.000     | ultratop.be                                                 |
| Brasilien (PMB)                                                                              | —          | Gold1      | 3× Platin3   | 210.000     | pro-musicabr.org.br BR2                                     |
| Dänemark (IFPI)                                                                              | —          | 2× Gold2   | Platin1      | 90.000      | ifpi.dk                                                     |
| Deutschland (BVMI)                                                                           | —          | 8× Gold8   | Platin1      | 2.300.000   | musikindustrie.de                                           |
| Europa (IFPI)                                                                                | —          | —          | 2× Platin2   | (2.000.000) | ifpi.org (Memento vom 10. Oktober 2013 im Internet Archive) |
| Frankreich (SNEP)                                                                            | 2× Silber2 | 6× Gold6   | —            | 1.075.000   | infodisc.fr                                                 |
| Italien (FIMI)                                                                               | —          | —          | Platin1      | 30.000      | fimi.it                                                     |
| Kanada (MC)                                                                                  | —          | 3× Gold3   | 3× Platin3   | 420.000     | musiccanada.com                                             |
| Mexiko (AMPROFON)                                                                            | —          | Gold1      | —            | 30.000      | amprofon.com.mx                                             |
| Neuseeland (RMNZ)                                                                            | —          | 7× Gold7   | 7× Platin7   | 250.000     | aotearoamusiccharts.co.nz NZ2 NZ3                           |
| Niederlande (NVPI)                                                                           | —          | 3× Gold3   | 3× Platin3   | 375.000     | nvpi.nl                                                     |
| Norwegen (IFPI)                                                                              | —          | 2× Gold2   | —            | 40.000      | ifpi.no (Memento vom 5. November 2012 im Internet Archive)  |
| Österreich (IFPI)                                                                            | —          | 3× Gold3   | —            | 75.000      | ifpi.at                                                     |
| Schweden (IFPI)                                                                              | —          | Gold1      | 2× Platin2   | 85.000      | sverigetopplistan.se                                        |
| Schweiz (IFPI)                                                                               | —          | 5× Gold5   | —            | 120.000     | hitparade.ch                                                |
| Südkorea (KMCA)                                                                              | —          | —          | —            | 146.177     | Einzelnachweise                                             |
| Vereinigte Staaten (RIAA)                                                                    | —          | 11× Gold11 | 54× Platin54 | 50.700.000  | riaa.com                                                    |
| Vereinigtes Königreich (BPI)                                                                 | 7× Silber7 | 10× Gold10 | 12× Platin12 | 9.160.000   | bpi.co.uk                                                   |
| Insgesamt                                                                                    | 9× Silber9 | 70× Gold70 | 97× Platin97 |             |                                                             |